# Edmund Ciemnoczołowski

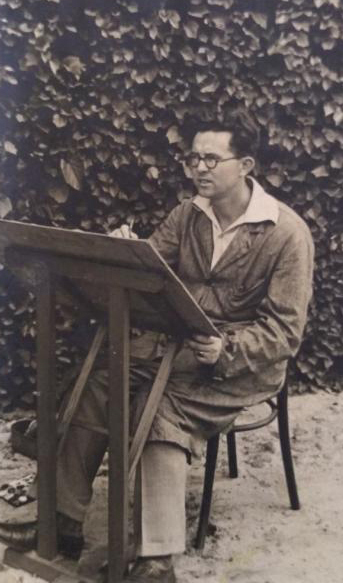
Edmund Ciemnoczołowski nad deską kreślarską.

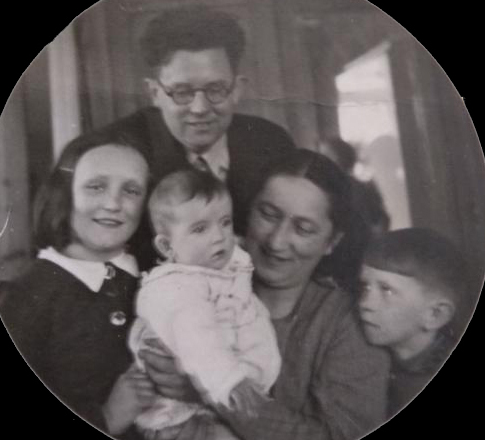
Edmund Ciemnoczołowski z żoną i dziećmi.

Edmund Ciemnoczołowski (ur. 8 października 1902 w Rogowie w Rejencji bydgoskiej, zm. w kwietniu 1940 w Katyniu) – polski nauczyciel, porucznik rezerwy piechoty Wojska Polskiego, ofiara zbrodni katyńskiej.

## Życiorys
Edmund Ciemnoczołowski urodził się w dniu 8 października 1902 roku w Rogowie, w ówczesnej Rejencji bydgoskiej, jako syn Józefa i Katarzyny z Konieczków. Młodość spędził w Janowcu. W roku 1923 ukończył Seminarium Nauczycielskie w Gnieźnie (był również absolwentem Państwowego Instytutu Robót Ręcznych w Warszawie) i rozpoczął pracę w szkole powszechnej w Gołańczy. W latach 1930–1938 był kierownikiem tejże szkoły. Od 1938 roku pracował jako nauczyciel w Szkole Ćwiczeń przy Państwowym Liceum Pedagogicznym w Wągrowcu  .
Zarządzeniem Prezydenta Rzeczypospolitej Ignacego Mościckiego tytularny plutonowy podchorąży Edmund Ciemnoczołowski mianowany został podporucznikiem w rezerwie, ze starszeństwem z dnia 1 września 1929 roku i 536. lokatą korpusie oficerów piechoty. W roku 1934 jako podporucznik rezerwy piechoty zajmował 458. lokatę w swoim starszeństwie. Znajdował się wówczas w ewidencji PKU Inowrocław i był oficerem rezerwy 59 Pułku Piechoty Wielkopolskiej z Inowrocławia. Do stopnia porucznika rezerwy piechoty mianowany został ze starszeństwem z dnia 1 stycznia 1939 roku i 989. lokatą.
Po zmobilizowaniu (w sierpniu 1939 roku) został wcielony do macierzystego 59 pułku piechoty (pułk ten walczył w składzie 15 Dywizji Piechoty z Armii „Pomorze”). Po agresji ZSRR na Polskę w bliżej nieznanych okolicznościach dostał się do niewoli sowieckiej, w której przetrzymywany był w obozie kozielskim. Wiosną 1940 roku został zamordowany przez funkcjonariuszy NKWD w Katyniu (na liście wywózkowej NKWD nr 035/3 z dnia 16 kwietnia 1940 roku odnotowany został pod 70. pozycją) . Pogrzebano go w bezimiennej mogile zbiorowej, gdzie od 28 lipca 2000 mieści się oficjalnie Polski Cmentarz Wojenny w Katyniu. W miejscu tym prowadzone były ekshumacje i prace archeologiczne. W 1943 jego ciało zidentyfikowano podczas ekshumacji prowadzonych przez Niemców pod numerem 3563 (dosł. określony jako Ciemuoczolowski (?) Edmund). Przy zwłokach Edmunda Ciemnoczołowskiego zostały odnalezione: legitymacja sportowa, plakietka oraz medalik. 
5 października 2007 roku minister obrony narodowej Aleksander Szczygło awansował go pośmiertnie do stopnia kapitana. Awans został ogłoszony 9 listopada 2007 roku w Warszawie, w trakcie uroczystości „Katyń Pamiętamy – Uczcijmy Pamięć Bohaterów”.   

## Rodzina
Edmund Ciemnoczołowski żonaty był z Anną Chwiłkowską, z którą miał czworo dzieci: Emilię, Eugeniusza, Andrzeja i Marię .

## Upamiętnienie
Obelisk poświęcony jego pamięci znajduje się przy Szkole Podstawowej i Gimnazjum w Gołańczy (przy ulicy Klasztornej 3). 
Symboliczny grób zamordowanego oficera znajduje się na poznańskim Cmentarzu Komunalnym nr 2 w Junikowie. 
Katyński Dąb Pamięci poświęcony kapitanowi Edmundowi Ciemnoczołowskiemu zasadzony został w dniu 20 kwietnia 2010 roku przez nauczycieli i uczniów Gimnazjum im. dra Piotra Kowalika w Gołańczy .

## Odznaczenia
- Medal Niepodległości[25]
- Medal Pamiątkowy za Wojnę 1918–1921[25]
- Medal Dziesięciolecia Odzyskanej Niepodległości[25]
- Państwowa Odznaka Sportowa[25]
- Odznaka Pamiątkowa „Towarzystwo Powstańców i Wojaków Okręgu VIII”[25]
- Odznaka Komendancka Przysposobienia Wojskowego[25]
- Krzyż Kampanii Wrześniowej 1939 r. – 1 stycznia 1986 r. (pośmiertnie)[26]